# Kodeks prawa kanonicznego
Kodeks prawa kanonicznego – wspólna nazwa kościelnych aktów prawnych zawierających zasadniczy zrąb prawa kanonicznego Kościoła katolickiego.
Przez bardzo długi okres katolickie prawo kanoniczne nie było skodyfikowane. Składały się nań kanony soborów powszechnych, dekrety synodalne, akty prawne pochodzące od papieży i normy zawarte w Tradycji Kościoła. Te ostatnie nie były nawet spisane. Do celów jurysdykcyjnych posługiwano się prywatnymi zbiorami norm. Ostatecznie przybrały one formę Corpus Iuris Canonici.
Pierwszym aktem prawnym, który zasłużył na miano kodeksu prawa kanonicznego (czyli systematycznego zbioru norm dotychczas istniejących, ale o własnej mocy obowiązującej) był kodeks prawa kanonicznego z 1917 (Codex Iuris Canonici, Pii X Pontificis Maximi iussu digestus, Benedicti Papae XV auctoritate promulgatus), promulgowany 27 maja 1917 przez papieża Benedykta XV bullą Providentissima Mater Ecclesia, który wszedł w życie 19 maja 1918.
Kodeks ten utracił moc obowiązującą w wyniku wejścia w życie kodeksu prawa kanonicznego z 1983 (Codex Iuris canonici auctoritate Joannis Pauli PP. II promulgatus), promulgowanego 25 stycznia 1983 przez papieża Jana Pawła II konstytucją apostolską Sacrae disciplinae leges. Kodeks ten wszedł w życie 27 listopada 1983.
Kodeks Prawa Kanonicznego z 1917 roku dotyczył zarówno dyscypliny w Kościele łacińskim jak i Kościołach Wschodnich uznających prymat Biskupa Rzymu. Nowe prawo kanoniczne dla tych Kościołów zostało zawarte w kodeksie kanonów Kościołów wschodnich (Codex canonum Ecclesiarum Orientalium auctoritate Joannis Pauli PP. II promulgatus), promulgowanym 18 października 1990, również przez papieża Jana Pawła II, konstytucją Sacri canones. Kodeks ten wszedł w życie 1 października 1991.